# Hirculus
Hirculus là một chi thực vật có hoa trong họ Saxifragaceae.